# Poeciliopsis latidens
Poeciliopsis latidens är en fiskart som först beskrevs av Garman, 1895.  Poeciliopsis latidens ingår i släktet Poeciliopsis och familjen Poeciliidae. IUCN kategoriserar arten globalt som nära hotad. Inga underarter finns listade i Catalogue of Life.